# Discographie des Shamen
Cet article est un discographie du groupe britannique The Shamen.

## Albums

### Albums studio
| Titre                 | Détails                                     | Meilleure position | Meilleure position | Meilleure position | Meilleure position | Meilleure position | Meilleure position | Meilleure position | Certification  |
| Titre                 | Détails                                     | UK                 | AUS ,              | AUT                | ALL                | P-B.               | SUÈ                | US                 | Certification  |
| --------------------- | ------------------------------------------- | ------------------ | ------------------ | ------------------ | ------------------ | ------------------ | ------------------ | ------------------ | -------------- |
| Drop                  | - Sortie : 1987 - Label : Moksha Records    | —                  | —                  | —                  | —                  | —                  | —                  | —                  |                |
| In Gorbachev We Trust | - Sortie : 1989 - Label : Demon Music Group | —                  | —                  | —                  | —                  | —                  | —                  | —                  |                |
| Phorward              | - Released: 1989 - Label: Moksha            | —                  | —                  | —                  | —                  | —                  | —                  | —                  |                |
| En Tact               | - Sortie : 1990 - Label : One Little Indian | 31                 | —                  | —                  | —                  | —                  | —                  | 138                |                |
| Boss Drum             | - Sortie : 1992 - Label : One Little Indian | 3                  | 35                 | 28                 | 72                 | 62                 | 35                 | —                  | - BPI: Platine |
| Axis Mutatis          | - Sortie : 1995 - Label : One Little Indian | 27                 | 162                | —                  | —                  | —                  | —                  | —                  |                |
| Hempton Manor         | - Sortie : 1996 - Label : One Little Indian | —                  | —                  | —                  | —                  | —                  | —                  | —                  |                |
| UV                    | - Sortie : 1998 - Label : Moksha            | —                  | —                  | —                  | —                  | —                  | —                  | —                  |                |

### Compilations classées
| Titre                 | Détails         | Meilleure position | Meilleure position |
| Titre                 | Détails         | UK                 | AUS                |
| --------------------- | --------------- | ------------------ | ------------------ |
| Progeny               | - Sortie : 1991 | 23                 | —                  |
| On Air                | - Sortie : 1993 | 61                 | —                  |
| Different Drum        | - Sortie : 1993 | —                  | 134                |
| The Shamen Collection | - Sortie : 1997 | 26                 | 137                |

## Singles
| Année | Titre                                            | Meilleure position | Meilleure position | Meilleure position | Meilleure position | Meilleure position | Meilleure position | Meilleure position | Meilleure position | Meilleure position | Meilleure position | Meilleure position | Album                 |
| Année | Titre                                            | UK                 | AUS                | BEL                | FIN                | ALL                | IRL                | P-B.               | SUÈ                | SWI                | US                 | US Dance           | Album                 |
| ----- | ------------------------------------------------ | ------------------ | ------------------ | ------------------ | ------------------ | ------------------ | ------------------ | ------------------ | ------------------ | ------------------ | ------------------ | ------------------ | --------------------- |
| 1985  | They May Be Right... but They're Certainly Wrong | —                  | —                  | —                  | —                  | —                  | —                  | —                  | —                  | —                  | —                  | —                  | Drop                  |
| 1986  | Young Till Yesterday/World Theatre               | —                  | —                  | —                  | —                  | —                  | —                  | —                  | —                  | —                  | —                  | —                  | Drop                  |
| 1987  | Something About You                              | —                  | —                  | —                  | —                  | —                  | —                  | —                  | —                  | —                  | —                  | —                  | Drop                  |
| 1987  | Strange Days Dream                               | —                  | —                  | —                  | —                  | —                  | —                  | —                  | —                  | —                  | —                  | —                  | Drop                  |
| 1987  | Knature of a Girl                                | —                  | —                  | —                  | —                  | —                  | —                  | —                  | —                  | —                  | —                  | —                  | Phorward              |
| 1987  | Christopher Mayhew Says                          | —                  | —                  | —                  | —                  | —                  | —                  | —                  | —                  | —                  | —                  | —                  | In Gorbachev We Trust |
| 1988  | Jesus Loves Amerika                              | —                  | —                  | —                  | —                  | —                  | —                  | —                  | —                  | —                  | —                  | —                  | In Gorbachev We Trust |
| 1988  | Transcendental                                   | —                  | —                  | —                  | —                  | —                  | —                  | —                  | —                  | —                  | —                  | —                  | In Gorbachev We Trust |
| 1989  | You Me and Everything                            | —                  | —                  | —                  | —                  | —                  | —                  | —                  | —                  | —                  | —                  | —                  | Phorward              |
| 1989  | Omega Amigo                                      | —                  | —                  | —                  | —                  | —                  | —                  | —                  | —                  | —                  | —                  | —                  | En Tact               |
| 1990  | Pro-Gen                                          | 55                 | —                  | —                  | —                  | —                  | —                  | —                  | —                  | —                  | —                  | —                  | En Tact               |
| 1990  | Make It Mine                                     | 42                 | —                  | —                  | —                  | —                  | —                  | —                  | —                  | —                  | —                  | 1                  | En Tact               |
| 1991  | Hyperreal]                                       | 29                 | —                  | —                  | —                  | —                  | —                  | —                  | —                  | —                  | —                  | —                  | En Tact               |
| 1991  | Move Any Mountain                                | 4                  | 104                | 8                  | 5                  | —                  | 17                 | 17                 | 21                 | 4                  | 38                 | 1                  | En Tact               |
| 1992  | LSI (Love Sex Intelligence)                      | 6                  | 53                 | 33                 | 1                  | 27                 | 15                 | 20                 | 4                  | 19                 | —                  | 1                  | Boss Drum             |
| 1992  | Ebeneezer Goode                                  | 1                  | 14                 | 23                 | 8                  | 23                 | 1                  | 26                 | 11                 | 17                 | —                  | —                  | Boss Drum             |
| 1992  | Boss Drum                                        | 4                  | 116                | 47                 | 2                  | —                  | 5                  | 46                 | 20                 | 22                 | —                  | 8                  | Boss Drum             |
| 1992  | Boss Drum (Remix)                                | 58                 | —                  | —                  | —                  | —                  | —                  | —                  | —                  | —                  | —                  | —                  | Boss Drum             |
| 1992  | Phorever People                                  | 5                  | 63                 | —                  | 14                 | 31                 | 7                  | 47                 | 14                 | —                  | —                  | 1                  | Boss Drum             |
| 1993  | Re:Evolution                                     | 18                 | —                  | —                  | —                  | —                  | —                  | —                  | —                  | —                  | —                  | —                  | Boss Drum             |
| 1993  | The SOS EP (Comin' On)                           | 14                 | 120                | 46                 | 14                 | —                  | 17                 | 43                 | —                  | —                  | —                  | —                  | Boss Drum             |
| 1995  | Destination Eschaton                             | 15                 | 92                 | —                  | 6                  | —                  | —                  | —                  | 26                 | —                  | —                  | 14                 | Axis Mutatis          |
| 1995  | Transamazonia                                    | 28                 | —                  | —                  | 19                 | —                  | —                  | —                  | —                  | —                  | —                  | —                  | Axis Mutatis          |
| 1995  | MK2A                                             | —                  | —                  | —                  | —                  | —                  | —                  | —                  | —                  | —                  | —                  | —                  | Axis Mutatis          |
| 1996  | Heal (The Separation)                            | 31                 | —                  | —                  | —                  | —                  | —                  | —                  | —                  | —                  | —                  | —                  | Axis Mutatis          |
| 1996  | Indica                                           | —                  | —                  | —                  | —                  | —                  | —                  | —                  | —                  | —                  | —                  | —                  | Hempton Manor         |
| 1996  | Move Any Mountain '96                            | 35                 | —                  | —                  | —                  | —                  | —                  | —                  | —                  | —                  | —                  | —                  | Single à part         |
| 1998  | Universal                                        | —                  | —                  | —                  | —                  | —                  | —                  | —                  | —                  | —                  | —                  | —                  | UV                    |

## Clips
| Titre                           | Année | Réalisateur                       |
| ------------------------------- | ----- | --------------------------------- |
| Christopher Mayhew Says         | 1987  | Jim McNulty for Toad Hall Studios |
| Knature of a Girl               | 1988  | Jim McNulty for Toad Hall Studios |
| Jesus Loves Amerika             | 1988  |                                   |
| Omega Amigo                     | 1989  | Chris Craig + Jim Wilson          |
| Pro>Gen                         | 1990  | Bernard Morales                   |
| Make it Mine                    | 1990  | Chris Craig + Jim Wilson          |
| Hyperreal                       | 1990  | Mathew Glamorre                   |
| Move Any Mountain – Progen '91  | 1991  | Mathew Glamorre                   |
| L.S.I.: Love Sex Intelligence   | 1991  | Mathew Glamorre                   |
| Make It Mine (Live USA version) | 1992  | Eric Massey + H. Bomb             |
| Ebeneezer Goode                 | 1992  | Richard Heslop                    |
| Boss Drum                       | 1992  | Richard Heslop                    |
| Phorever People                 | 1992  | Richard Heslop                    |
| Comin' On                       | 1993  | Nico Beyer                        |
| Destination Eschaton            | 1995  | Nico Beyer                        |
| Transamazonia                   | 1995  | Richard Heslop                    |
| Heal (The Separation)           | 1996  | William Latham                    |